# Vidunderlig kærlighed
Vidunderlig kærlighed (originaltitel: Underbara älskade) er en svensk dramafilm fra 2006 instrueret af Johan Brisinger. Filmen har blandt andre Michael Nyqvist, Anastasios Soulis og Moa Gammel i hovedrollerne.

## Handling
Lægen Lasse forsøger at komme af med sin sorg og fortvivlelse efter at have mistet sin hustru og yngste søn i en bilulykke. I håb om bedre at komme på talefod med sin tilbageværende søn, Jonas, tager Lasse ham med til deres sommerhus i Skærgården.

## Medvirkende (i udvalg)
- Michael Nyqvist som Lasse
- Anastasios Soulis som Jonas
- Moa Gammel som Helena
- Catherine Hansson som Lotta
- Sten Ljunggren som morfar Sven
- Anita Wall som mormor Svea
- Philip Zandén som Simon
- Stig Engström som Lage
- Johan H. Kjellgren som lærer
- Anna Lindholm som Karin